# فلای‌دبی

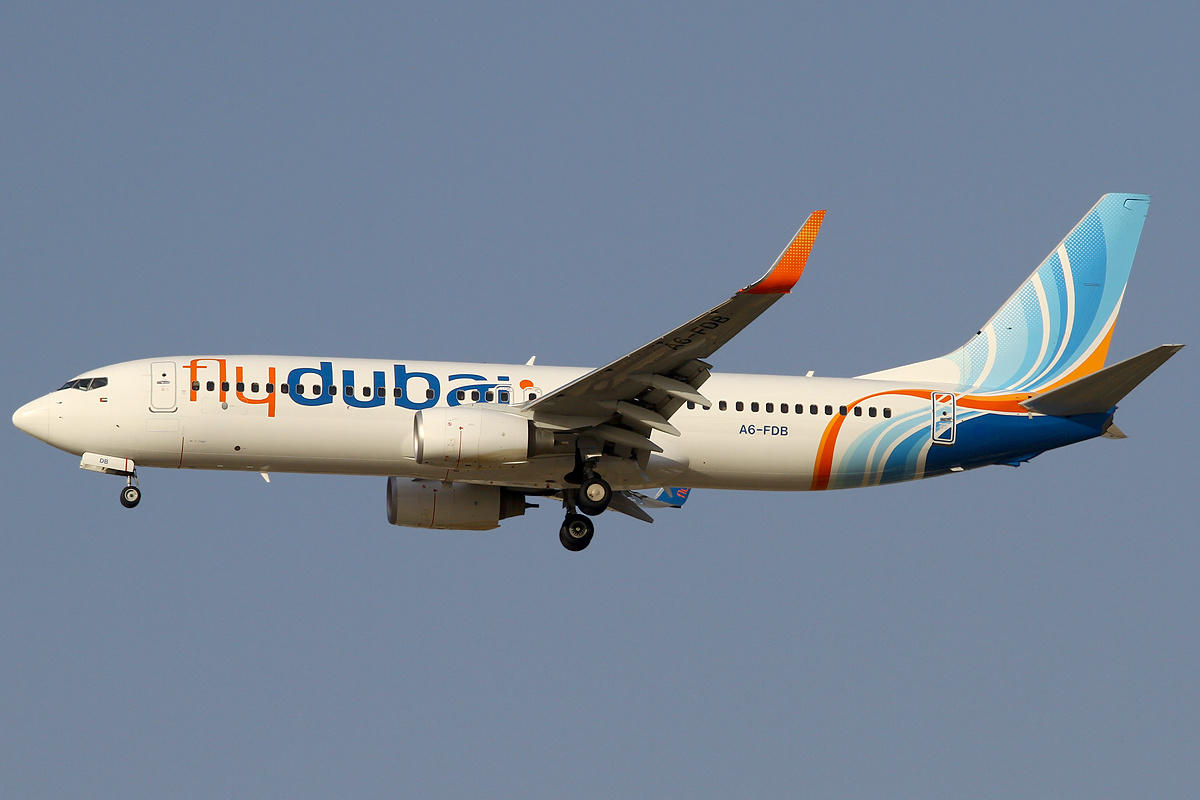
بوئینگ ۷۳۷ متعلق به فلای دبی

فلای دبی (به انگلیسی: Flydubai) شرکت هواپیمایی ارزان‌قیمت اماراتی است، که دفتر مرکزی آن در ترمینال شماره ۲ فرودگاه بین‌المللی دبی، مستقر می‌باشد.
شرکت فلای دبی در سال ۲۰۰۸ توسط دولت مرکزی دبی راه‌اندازی شد و در حال حاضر دارای ناوگانی از ۴۸ فروند هواپیمای مسافربری بوئینگ می‌باشد، که روزانه به ۹۴ فرودگاه در سراسر جهان، پروازهای مستقیم دارد.

## مقصدهای پروازی
تا ماه مهٔ ۲۰۱۷، فلای‌دبی دارای بیش از ۹۰ مقصد پروازی بوده‌است. این شرکت هواپیمایی در حال حاضر دارای یک قطب بوده و در ترمینال شمارهٔ ۲ در فرودگاه بین‌المللی دبی فعالیت می‌کند. با این حال، به‌منظور تطبیق با رشد این شرکت هواپیمایی و گسترش فعالیت خطوط هوایی ملی در فرودگاه بین‌المللی دبی، فلای‌دبی فعالیت پروازهای خود در فرودگاه بین‌المللی آل مکتوم را از ۲۵ اکتبر ۲۰۱۵ آغاز کرده‌است. این شرکت کار خود را با ۷۰ پرواز در هفته از فرودگاه دبی به مقصد امان، بیروت، چیتاگونگ، دوحه، کاتماندو، کویت و مسقط آغاز کرد.

### قرارداد نماد مشترک
فلای‌دبی دارای نماد مشترک با خطوط هوایی زیر است:
- امارات[۶]

## ناوگان هوایی

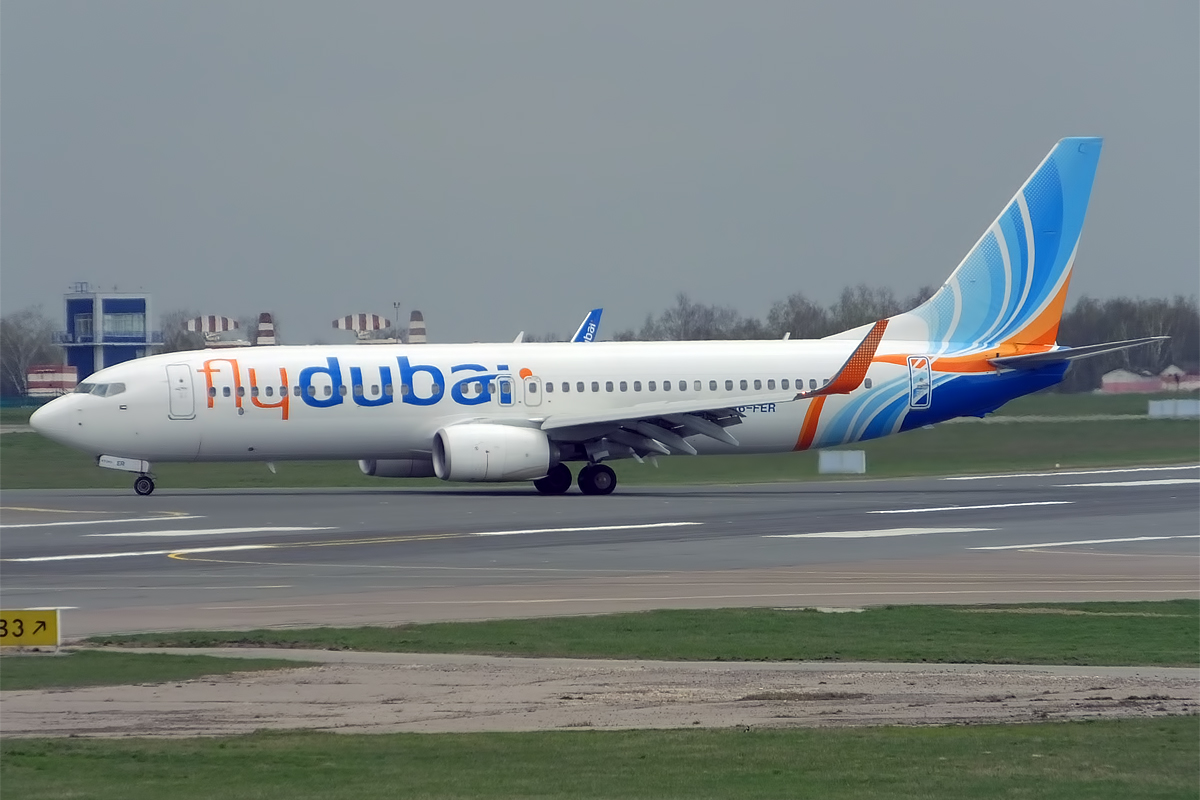
یک فروند بوئینگ ۷۳۷ فلای دبی در فرودگاه تالین پایتخت استونی

| هواپیما           | فعال | سفارش | مسافران | مسافران | مسافران | توضیح |
| هواپیما           | فعال | سفارش | C       | Y       | مجموع   | توضیح |
| ----------------- | ---- | ----- | ------- | ------- | ------- | ----- |
| بوئینگ ۷۳۷–۸۰۰    | ۴۰   | —     | —       | ۱۸۹     | ۱۸۹     |       |
| بوئینگ ۷۳۷–۸۰۰    | ۴۰   | —     | ۱۲      | ۱۶۲     | ۱۷۴     |       |
| بوئینگ ۷۳۷ مکس ۸  | ۱۳   | ۱۱۷   | ۱۰      | ۱۵۶     | ۱۶۶     |       |
| بوئینگ ۷۳۷ مکس ۹  | ۳    | ۶۷    | ۱۶      | ۱۵۶     | ۱۷۲     |       |
| بوئینگ ۷۳۷ مکس ۱۰ | —    | ۵۰    | TBA     | TBA     | TBA     |       |
| مجموع             | ۵۶   | ۲۳۴   |         |         |         |       |

## حوادث

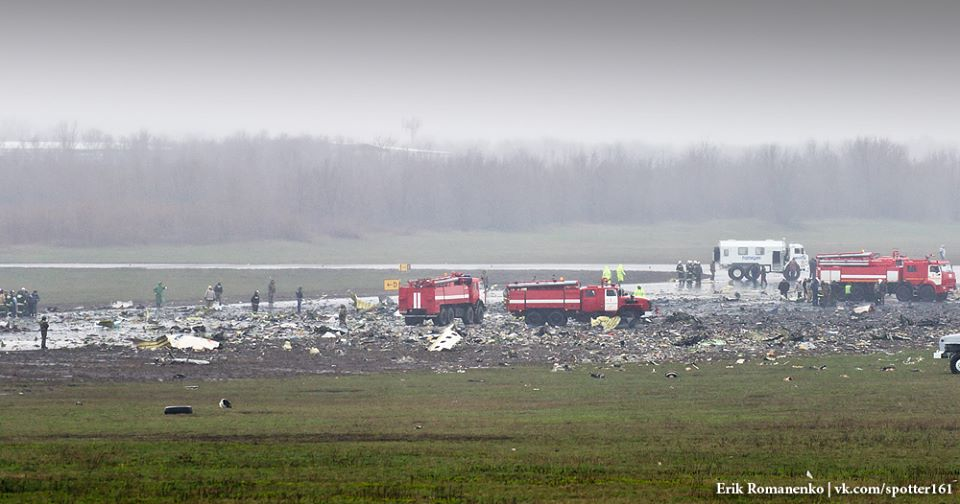
محل سقوط بوئینگ ۷۳۷ فلای دبی.فرودگاه روستوف نا دونو-جنوب روسیه

یک فروند هواپیمای مسافربری بوئینگ ۷۳۷ فلای‌دبی در حالی که در فرودگاه روستوف-نا-دونو جنوب روسیه فرود می‌آمد، سقوط کرد. مرکز فوریت‌های منطقه‌ای جنوب روسیه روز ۲۹ اسفند ۱۳۹۴ اعلام کرد که پرواز ۹۸۱ فلای‌دبی با ۶۱ مسافر از دبی عازم روستوف-نا-دونو بود که چنین حادثه‌ای به وقوع پیوست. هواپیمای مذکور حامل ۵۵ مسافر و ۶ خدمهٔ پرواز بوده‌است